# El placer de la honradez
El placer de la honradez, en ocasiones también traducido como El placer de la honestidad (Il piacere dell'onestà en su título original) es una obra de teatro en tres actos del dramaturgo italiano Luigi Pirandello, escrita en 1917.

## Argumento
Fabbio Colli, un hombre separado, inicia un romance con la joven Agata Renni, con consentimiento de la madre de ésta: Maddelena. Agata queda embarazada. Ante esa situación, se consigue arreglar un matrimonio con un conocido, de nombre Angelo Baldovino, que accede al trato, con la condición de que su esposa deje de ver a su amante. No es esa la intención de Fabbio, que, ante las obstrucciones del marido, intenta involucrarle falsamente en un asunto de desfalco. Ello causa un enfrentamiento entre ambos hombres. Angelo tiene sobradas razones para dudar de la fidelidad de su esposa, quien en la tesitura finalmente opta por su matrimonio.

## Personajes
- Angelo Baldovino, 40 años.
- Ágata Renni, 27 años.
- Doña Maddelena, su madre, 52 años.
- El Marqués Fabio Colli, 43 años.
- Maurizio Setti, su primo, 38 años.
- Marcos Fongi, 50 años.
- El Párroco de Santa Marta

## Representaciones destacadas
- Teatro Carignano, Turín, 27 de noviembre de 1917. Estreno.[2]
  - Intérpretes: Ruggero Ruggeri, Vera Vergani.

- Théâtre de l'Atelier, París, 1922.
  - Intérpretes: Charles Dullin, Orane Demazis.

- Teatro Circo, Zaragoza, 1924.[3]
  - Adaptación: Salvador Vilaregut.
  - Intérpretes: Francisco Morano (Angelo Baldovino), Amparo Villegas (Águeda), Enrique Ponte (Fabio Colli), Francisco Hernández (Mauricio Setti), Francisco Calvera (Párroco de Santa Marta), Felisa Torres (Magdalena).[4]